# Charles II. de Croÿ
Charles II. de Croÿ (* 31. Juli 1522; † 24. Juni 1551 in Quiévrain) aus dem Haus Croÿ war 3. Fürst von Chimay, 2. Herzog von Aarschot, 3. Comte de Beaumont. Er war der Sohn von Philippe II. de Croÿ, Herzog von Aarschot, und Anne de Croÿ, Fürstin von Chimay.
Er erbte von seiner Mutter 1539 das Fürstentum Chimay und das Herzogtum Aarschot beim Tod seines Vaters 1549 und führte damit die beiden großen Titel der Familie erstmals zusammen.
Er heiratete in erster Ehe 1541 Louise de Lorraine (* 1521, † 1542), Tochter von Claude de Lorraine, duc de Guise (Haus Guise), die nach kurzer Zeit bereits starb, und in zweiter Ehe 1549 Antoinette von Burgund (* 1529, † 1588), Tochter von Adolf von Burgund, Herr von Beveren, Veere, Vlissingen etc., Ritter des Ordens vom Goldenen Vlies, und Schwester seines Schwagers Maximilian von Burgund (Haus Burgund).
Charles de Croÿ wurde 1551 in Quiévrain ermordet. Da er kinderlos war, gingen Chimay und Aarschot an seinen Bruder Philippe III. de Croÿ. Seine Witwe ging später eine zweite Ehe mit Jacques d’Anneux, Seigneur d‘Aubencourt († 1588), ein.